# Ranger 9
Ranger 9 va ser una sonda espacial lunar estatunidenca llançada per la NASA el 1965. Va ser dissenyat per aconseguir una trajectòria d'impacte lunar i per transmetre fotografies d'alta resolució de la superfície lunar durant els minuts finals del vol fins a l'impacte. La nau transportava sis càmeres de televisió vidicon - dues d'angle ample (canal F, càmeres A i B) i quatre d'angle estret (canal P) - per aconseguir aquests objectius. Les càmeres estaven disposades en dues cadenes separades o canals, cadascuna amb independència de subministrament d'energia, temporitzadors i transmissors per tal de permetre la màxima fiabilitat i probabilitat d'obtenir imatges de televisió d'alta qualitat. Aquestes imatges es van emetre en directe a la televisió per a milions d'espectadors a través dels Estats Units. No es van dur a terme altres experiments a la nau espacial.